# Minox
Minox GmbH er en tysk kameraproducent, der frem for alt forbindes med det klassiske spionkamera Minox.
Litografen og opfinderen Walter Zapp udviklede den oprindelige Minox i Tallinn og Riga i første halvdel af 1930'erne, og var klar med en prototype i 1936. Minoxen er et miniaturekamera og opnåede hurtigt sit rygte som et spionkamera. I 1938 kom kameraet i produktion hos VEF (lettisk: Valsts elektrotehniskā fabrika) i Riga i Letland. Den oprindelige Minox adskiller sig på flere punkter fra senere modeller, da objektiv, lukker og søger bestod af en enklere konstruktion og kamerahuset var udført i rustfrit stål. Den var dermed næsten dobbelt så tung som senere modeller i letmetal. Denne såkaldte Riga-Minox var revolutionerende i sin opbygning, form, størrelse og pålidelighed, og er i dag et eftertragtet samlerobjekt.
Umiddelbart efter 2. verdenskrig etablerede Walter Zapp virksomheden Minox GmbH i Wetzlar i Tyskland, der fortsatte at udvikle Minox-kameraet og udvidede sortimentet med nye kameraer og anden optisk udrustning.